# 盧泰愚
盧 泰愚（ノ・テウ、日本語読み：ろ たいぐ、韓国語: 노태우、1932年〈昭和7年〉12月4日 - 2021年10月26日）は、大韓民国の軍人、政治家。第13代大統領（在任: 1988年 - 1993年）。
同国最後の軍人出身の大統領であり、軍での最終階級は大将。第12代国会議員。軍内私組織ハナフェの一員。本貫は交河盧氏（祖籍は山東省）。号は「庸堂」（ヨンダン、용당）。仏教徒。

## プロフィール
1932年12月4日、日本統治時代の大邱で生まれた。朝鮮戦争勃発に伴い入隊し、陸軍士官学校で全斗煥（のちに大統領）と同期（11期）だった。卒業後は第9空輸特戦旅団長・第9歩兵師団長などを歴任する。この間、全斗煥らとハナフェ（ハナ会・一心会）を結成した。
第9師団長在任中（階級は陸軍少将）の1979年12月12日に、全斗煥らハナフェのメンバーとともに粛軍クーデターを起こす。この際に米韓連合司令部の同意なしに第9師団第29連隊をソウルに展開させたことで、粛軍クーデター成功の一翼を担った。
クーデター後は解任された張泰玩陸軍少将の後任として首都警備司令官に就任した後、中将に昇進して国軍保安司令官を務めた。1981年に陸軍大将に昇進後、文民になるため退役（予備役編入）。政務第二長官を経て体育相・組織委員長としてソウルオリンピックの実務全般を取り仕切った。
1982年に当時の警察トップである内務部長官に就任した。これは同年発生した禹範坤による大量殺人事件の発生直後に当時の徐廷和内務部長官が辞職した（実際は初動対応の遅さが原因で被害を拡大させたことに絡めて就任間もない劉彰順内閣や全斗煥大統領の政権運営批判に及ぶことを恐れたことによる事実上の解任）ことに伴って急遽就任したものだった。
この人事によって盧は政界への足がかりを掴むことに成功した。
1987年、高まりつつある民主化要求に対し、次期大統領候補として「オリンピック終了後、然るべき手段で信を問う用意がある」と声明（6･29民主化宣言）を発表。その直後、1971年大韓民国大統領選挙以来16年ぶりに行われた民主的選挙で民主正義党から立候補し、文民出身候補が金泳三・金大中の2人に別れたため韓国大統領に当選した。選挙の際には親しみやすさと自身の耳の大きさ（韓国では話を聞く人は耳が大きいとされる）を前面に押し出し、朴正煕政権から続いていた軍人出身大統領と異なる印象を国民に持たせることに成功した。翌1988年2月25日に第13代大韓民国大統領に就任した。
大統領就任後、前大統領であった全斗煥政権時代の不正容疑を徹底追及する一方で、与党・民主正義党が大統領就任直後の第13代総選挙で敗北して「与小野大」国会となると、事態を打開すべく激しく対立していた金泳三・金鍾泌を「三党合同」によって与党に取り込み民主自由党を発足させるなど国政の安定を図った。
外交面ではマルタ会談での冷戦終結を受けて、「北方外交」を提唱して共産圏との関係改善に乗り出し、1990年にソビエト連邦、1992年には中華人民共和国（中韓国交正常化）と国交を樹立した。なお、中国との国交樹立により韓国は中華民国（台湾）とアジアで最後に断交した国となった。
対日関係では1990年に民主化後の大統領として初めて来日し、当時の皇太子明仁親王や海部俊樹首相と会談した。但しこの際の共同声明の内容に対し、自民党内から批判の声が上がった（詳細は小沢一郎を参照）。また従軍慰安婦問題を対日遡上に乗せた初の大統領である。翌年海部が訪韓し盧泰愚と会談。その席で、懸案であった在日韓国人の指紋押捺廃止を要求し、後に実施された。
朝鮮統一問題では、1991年9月17日には朝鮮民主主義人民共和国との国際連合南北同時加盟を実現し、同1991年12月13日に南北基本合意書を締結している。
1993年2月24日の大統領退任後、1995年に政治資金隠匿が発覚し拘束された。一審で無期懲役の判決を受け1995年11月16日にソウル拘置所に収監された。控訴審では懲役15年、2628億ウォンの追徴金を言い渡された。その後粛軍クーデター・光州事件でも再捜査を求める世論が起こり、金泳三大統領は後粛軍クーデターと光州事件の再捜査を指示した。1996年から捜査が行われ、1997年4月17日にそれらを含めた公判で最高裁判所は懲役17年、追徴金2688億ウォンを宣告した。1997年12月22日に特赦された。
2012年6月、大統領在任中に作った秘密政治資金の一部を、長男の妻の父親に預けたとして、検察に捜査を依頼した。
2012年12月12日、不正蓄財や追徴金未納などに不満を抱いた男（2007年に三田渡碑に落書きをした男と同一人物。2016年には朴正煕元大統領の生家にも放火し逮捕されている）によって大邱市内の生家が放火された。シンナー2リットルを撒いてライターで火を付けられたが、床やテレビ、ドアの一部を焼いただけで直ぐに鎮火した。後に逮捕された男には懲役1年6ヶ月、執行猶予3年の判決が言い渡された。
2013年9月、未納となっていた追徴金230億ウォンについて、親族が代納すると発表した。この後、同じく追徴金の未納があった全斗煥元大統領側も、完済を発表した。
一方で2000年代に入ってからは健康状態が悪化しており、2002年には前立腺がんの手術を受けた他、小脳萎縮症も患うなど、その時間の多くを闘病生活に費やしていた。2010年代に入ると病気で入院した後、言葉もきちんと話すことが出来ないなど更に健康状態が悪化しており、外部活動に出る面はなかったが（既に健康状態悪化から2000年代半ばより外部活動には滅多に姿を現さなかった）、息子を通じて光州事件に対する謝罪を表明し、毎年光州墓地を参拝させた。
2021年10月26日、入院先のソウル特別市内の病院にて88歳で死去。遺言で「在任中の出来事で責任や過ちがあったなら、寛大な許しを願う。歴史の悪い面は全て背負っていく」と述べていたという。このような反省の姿勢を考慮したのか、10月27日、韓国文在寅政権は葬儀を国家葬として営むと決めた。一方で、光州事件への関与を巡って世論の評価は分かれており、光州広域市など一部自治体は、弔旗掲揚を拒否した。
ちなみに全斗煥も1ヶ月後に死去するが、こちらは結局反省の姿勢をきちんと示さなかったことが影響し、大統領経験者としては初めて国葬が見送られた他、葬儀への政府レベルでの支援は行われず、政治家と一般市民の弔文も非常に少なかった。国立墓地への埋葬も見送られている。
2021年10月30日、国葬に当たる国家葬がソウル市・松坡区のオリンピック公園の平和の広場で行われた。告別式終了後にソウル追悼公園で火葬され、臨時安置された後に京畿道坡州にある統一東山に埋葬が予定されている。

## 来歴
- 大邱にて出生。

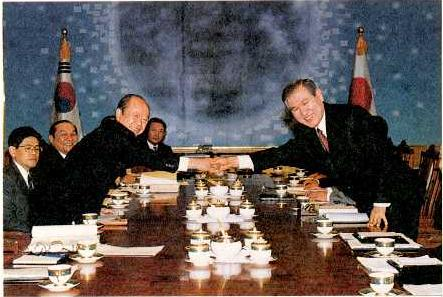
内閣総理大臣宮澤喜一と会談（1992年1月）

- 大邱公立工業学校（朝鮮語版）に入学後、4年時に慶北高校に転校[24]。
- 陸軍士官学校入学（11期）
- 1956年 - 歩兵小隊長
- 1960年 - 軍事情報大学 英語翻訳将校
- 1961年 - 防諜部隊 情報将校
- 1967年 - 歩兵大隊長、ベトナム戦争へ派遣され武功勲章を受ける
- 1971年 - 第8歩兵師団第21連隊長[25]
- 1974年 - 空輸特戦旅団長
- 1978年 - 大統領警護室 作戦次長補
- 1979年 - 首都警備司令官
- 1979年 - 第9師団長
- 1980年 - 陸軍中将、保安司令官
- 1981年 - 予備役編入（大将）、政務第2長官
- 1982年 - 初代体育部 長官、南北韓高位会談 首席代表、内務長官
- 1983年 - ソウルオリンピック組織委員会 (SLOOC) 委員長、ソウルアジア競技大会組織委員会 (SAGOC) 委員長
- 1984年 - 大韓体育会長 兼 大韓オリンピック委員会 委員長
- 1985年 - 第12代 国会議員（全国区、民正党）、民正党 代表委員
- 1987年 - 民正党 大統領候補、民正党 総裁、1987年大韓民国大統領選挙に勝利
- 1988年 - 第13代大統領就任
- 1990年 - 大韓航空機爆破事件実行犯の金賢姫死刑囚に対し、特赦の決定を下す
- 1993年 - 第13代大統領退任
- 1995年 - 大統領在任中の不正蓄財とかつての粛軍クーデター・光州事件の追及を受け懲役刑
- 1997年 - 特赦を受ける
- 2021年 - 88歳にて死去

## 親族
長女の盧素英はアートセンター・ナビの館長を務めており、SKグループの崔鍾賢の長男・崔泰源と1988年にシカゴ大学留学中に結婚した。息子は国際弁護士で国会議員選挙にも出馬しようとしたが、1995年の盧泰愚の政治資金隠匿の発覚により諦めた。
軍人・政治家の金復東は妻・金玉淑の兄、元商工部長官の琴震鎬は妻の妹の夫、元政務長官、国会議員の朴哲彦は妻の従兄弟。

## エピソード
1995年に慶北高等学校の同窓会で「中国の文化大革命での数千万人の犠牲に比べれば、光州事件は何でもない」と言った。世論が悪化すると、盧は記者会見を開いて公式謝罪した。

## 関連文献
- 李敬南『盧泰愚 壁を越えて 和合と前進』姜尚求訳、冬樹社、1988年
- 『民主主義と統一の時代 盧泰愚演説集』姜尚求訳、柿の葉会、1990年
- 池東旭『韓国の族閥・軍閥・財閥 支配集団の政治力学を解く』 中公新書、1997年
- 池東旭 『韓国大統領列伝―権力者の栄華と転落』 中公新書、2002年
- 金浩鎮 『韓国歴代大統領とリーダーシップ』 小針進・羅京洙訳、柘植書房新社 2007年
- 厳相益『被告人閣下 全斗煥・盧泰愚裁判傍聴記』 金重明訳、文藝春秋、1997年
- 木村幹『韓国現代史―大統領たちの栄光と蹉跌』中公新書、2008年、ISBN 9784121019592

## 関連作品
- 第5共和国：2005年4月から9月まで放送された、全斗煥と第五共和国時代を中心に描いたMBCのテレビドラマ。作中では主要人物の一人として登場し、ソ・インソクが演じた。
- ソウルの春：粛軍クーデターを題材とした2023年の韓国映画。作中では盧泰愚をモデルとした「노태건（ノ・テゴン）」が主要人物の一人として登場し、パク・ヘジュン（朝鮮語版）が演じた。